# Vincenzo Cappelletti
Vincenzo Cappelletti (* 2. August 1930 in Rom; † 21. Mai 2020 ebenda) war ein italienischer Wissenschaftshistoriker.
Cappelletti studierte Medizin und dann Philosophie jeweils mit Laurea-Abschluss. 1967 habilitierte er sich in Wissenschaftsgeschichte und lehrte zunächst in Perugia und ab 1972 an der Universität Rom La Sapienza, ab 1980 als ordentlicher Professor.
1992 bis 2002 war er Vizepräsident und wissenschaftlicher Leiter der Enciclopedia Italiana und ab 1969 stellvertretender Direktor und 1970 bis 1992 Direktor des zugehörigen Instituts (Mitarbeiter war er schon seit 1956, damals unter Leitung von Aldo Ferrabino). 1989 bis 1997 war er Präsident der Académie internationale d’histoire des sciences und 1988 wurde er Präsident der Société européenne de culture. Ab 1999 war er Präsident der italienischen Gesellschaft für Wissenschaftsgeschichte (ab 2011 Ehrenpräsident) und 1997 bis 2010 des Istituto Accademico di Roma. Er war mehrfacher Ehrendoktor (El Salvador, Buenos Aires) und auswärtiges Mitglied der rumänischen Akademie der Wissenschaften. Cappelletti erhielt zweimal (1992 und 2001) die Goldmedaille für Verdienste um die italienische Kultur und 2001 außerdem die höchste Stufe des Verdienstordens der italienischen Republik.
1970 bis 2011 war er Präsident der Domus Galilaeana in Pisa und 2001 bis 2005 außerordentlicher Kommissar des Istituto Italiano di Studi Germanici und 2006 bis 2011 dessen Präsident.
Er war einer der Herausgeber der wissenschaftshistorischen Zeitschrift Physis und der Archives internationales d’histoire des sciences und seit 1956 Herausgeber der Zeitschrift Il Veltro. Außerdem leitete er den Verlag Studium und war Herausgeber der gleichnamigen Zeitschrift.
Er befasste sich mit Geschichte der Psychoanalyse (Sigmund Freud) und deutscher Wissenschaftsgeschichte der Biologie des 19. Jahrhunderts (Vitalismus, Emil Du Bois-Reymond, Rudolf Virchow, Hermann von Helmholtz mit Übersetzung einiger seiner Werke ins Italienische) und zum Beispiel  Giovanni Battista Morgagni. Weiter befasste er sich mit Wissenschaftsphilosophie und -soziologie. Als Präsident der Enciclopedia Italiana initiierte er mehrere bedeutende Enzyklopädieprojekte, insbesondere auch zur Wissenschaftsgeschichte.
1991 erhielt er den Montaigne-Preis und 2003 als Initiator der Storia della scienza die Koyré-Medaille.